# Apriona rugicollis
Apriona rugicollis es una especie de escarabajo longicornio del género Apriona, subfamilia Lamiinae. Fue descrita científicamente por Chevrolat en 1852.
Se distribuye por China, Japón y Corea. Mide 29-47 milímetros de longitud. El período de vuelo de esta especie ocurre en los meses de mayo, junio, julio y agosto.
Parte de la dieta de Apriona rugicollis se compone de plantas de las familias Juglandaceae, Platanaceae, Salicaceae, entre otras.